# Bolbitis rhizophylla
Bolbitis rhizophylla är en träjonväxtart som först beskrevs av Georg Friedrich Kaulfuss, och fick sitt nu gällande namn av Elbert Hennipman. Bolbitis rhizophylla ingår i släktet Bolbitis och familjen Dryopteridaceae. Inga underarter finns listade.